# Billy Williams (Sänger)
Billy Williams (* 28. Dezember 1910 in Waco, Texas; † 17. Oktober 1972 in Chicago) war ein amerikanischer Sänger, der 1957 großen Erfolg mit der Coverversion von Fats Wallers I’m Gonna Sit Right Down and Write Myself a Letter hatte. Das Markenzeichen seiner Songs war ein kurzes „Oh, Yeah“ am Ende des Songtextes.

## Werdegang
Williams war von 1930 bis 1950 Sänger Frontmann der Gospelgruppe The Charioteers. Anschließend gründete er mit Eugene Dixon, Claude Riddick und John Ball seine eigene Band, das „Billy Williams Quartet“, mit dem er 1951 zwei Charthits hatte. Einige Fernsehauftritte folgten, besonders in Your Show of Shows mit Sid Caesar. Ab 1956 kehrte er solo und mit dem Quartet in die Charts zurück und hatte ein Jahr später mit seiner Version von I’m Gonna Sit Right Down and Write Myself a Letter, 1935 ein Nummer-5-Hit für Fats Waller, seinen größten Erfolg. Er erreichte Platz 3 der US-Radiocharts und kam auch in Großbritannien in die Charts. Bis 1959 war er vor allem mit Aufnahmen von Hits der 1920er und 1930er Jahre erfolgreich.
Anfang der 1960er Jahre verlor er infolge einer Diabetes-Erkrankung seine Stimme. Daraufhin zog er nach Chicago und arbeitete bis zu seinem Tod als Sozialarbeiter.

## Diskografie

### Alben
- 1957: The Billy Williams Quartet (MGM)
- 1957: Oh Yeah (Mercury 20317)
- 1957: Billy Williams (Coral 57184)
- 1958: The Charioteers With Billy Williams (mit The Charioteers; Harmony 7089)
- 1959: Half Sweet, Half Beat (Coral 57251)
- 1959: Vote for Billy Williams (Wing 12131)
- 1960: The Billy Williams Revue Featuring Billy Williams (Coral 57343)
- 1981: The Billy Syndrome (Billy Williams Quartet; Sison)
- 2009: A Letter from Billy Williams (Kompilation; Jasmine Records; VÖ: 9. Januar)

### Singles
| Jahr | Titel Album                                                              | Höchstplatzierung, Gesamtwochen, AuszeichnungChartplatzierungen (Jahr, Titel, Album, Platzierungen, Wochen, Auszeichnungen, Anmerkungen) | Höchstplatzierung, Gesamtwochen, AuszeichnungChartplatzierungen (Jahr, Titel, Album, Platzierungen, Wochen, Auszeichnungen, Anmerkungen) | Höchstplatzierung, Gesamtwochen, AuszeichnungChartplatzierungen (Jahr, Titel, Album, Platzierungen, Wochen, Auszeichnungen, Anmerkungen) | Anmerkungen |
| Jahr | Titel Album                                                              | UK | US | R&B | Anmerkungen |
| ---- | ------------------------------------------------------------------------ | --- | --- | --- | --- |
| 1951 | (Why Did I Tell You I Was Going To) Shanghai                             | — | US20 (6 Wo.)US | — | Erstveröffentlichung: Juni 1957 Billy Williams Quartet (with Leroy Holmes and His Orchestra) Autoren: Bob Hilliard, Milton DeLugg                         |
| 1951 | (It’s No) Sin                                                            | — | US28 (2 Wo.)US | — | Billy Williams Quartet Musik: George Hoven, Text: Chester R. Shull Nummer-1-Hit für Eddy Howard                                                           |
| 1956 | A Crazy Little Palace (That’s My Home) Billy Williams (1957)             | — | US49 (10 Wo.)US | — | Erstveröffentlichung: Januar 1956 Billy Williams Quartet Autoren: Bernie Lowe, Bix Reichner, Cal Rotherman                                                |
| 1957 | The Pied Piper                                                           | — | US50 (4 Wo.)US | — | Erstveröffentlichung: Januar 1957 (mit dem Orchester Jimmy Haskelle) Autor: Anthony September                                                             |
| 1957 | I’m Gonna Sit Right Down and Write Myself a Letter Billy Williams (1957) | UK22 (9 Wo.)UK | US3 (23 Wo.)US | R&B9 (1 Wo.)R&B | Erstveröffentlichung: Mai 1957 nicht zertifizierter Millionenseller Autoren: Fred E. Ahlert, Joe Young 1935 ein Hit für Fats Waller                       |
| 1957 | Got a Date with an Angel                                                 | — | US78 (4 Wo.)US | — | Erstveröffentlichung: September 1957 Autoren: C. Grey, S. Miller, J. Walter, J. Tunbridge 1932 ein Hit für die Debroy Somers Band                         |
| 1958 | Baby, Baby                                                               | — | US78 (2 Wo.)US | — | Erstveröffentlichung: Dezember 1957 Billy Williams Quartet Autor: Jesse Stone                                                                             |
| 1958 | I’ll Get By (As Long as I Have You)                                      | — | US87 (2 Wo.)US | — | Erstveröffentlichung: Juni 1958 Autoren: Fred E. Ahlert, Roy Turk 1929 ein Hit für Ruth Etting, 1944 ein Nummer-eins-Hit für Dick Haymes                  |
| 1959 | Nola Half Sweet, Half Beat                                               | — | US39 (12 Wo.)US | — | Erstveröffentlichung: Januar 1959 Autoren: Felix Arndt, Sunny Skylar Original: Felix Arndt, 1915                                                          |
| 1959 | Goodnight Irene Half Sweet, Half Beat                                    | — | US75 (1 Wo.)US | — | Erstveröffentlichung: März 1959 Autoren: Huddie Ledbetter, John Lomax Original: Leadbelly, 1933 basiert auf Gussie Lord Davis’ Irene, Good Night von 1886 |

grau schraffiert: keine Chartdaten aus diesem Jahr verfügbar
Weitere Singles
- 1952: Wheel of Fortune (Billy Williams Quartet)
- 1952: What You Don’t Know of Love (Billy Williams Quartet)
- 1952: Who Knows (Billy Williams Quartet; VÖ: Juli)
- 1952: I Don’t Know Why (I Just Do) (Billy Williams Quartet; VÖ: September)
- 1953: Pour Me a Glass of Teardrops (Billy Williams Quartet; VÖ: Februar)
- 1953: Cattle Call (Billy Williams Quartet; VÖ: September)
- 1953: If I Never Get to Heaven (Billy Williams Quartet; VÖ: November)
- 1954: I’ve Got an Invitation to a Dance (Billy Williams Quartet; VÖ: Februar)
- 1954: Sh-Boom (Life Could Be a Dream) (Billy Williams Quartet; VÖ: Juli)
- 1954: The Honeydripper (Billy Williams Quartet; VÖ: September)
- 1954: Go Home, Joe (Billy Williams Quartet)
- 1955: Fools Rush In (Where Angels Fear to Tread) (Billy Williams Quartet)
- 1955: I Wanna Hug You, Kiss You, Squeeze You (That’s What’s the Matter with Me) (Billy Williams Quartet; VÖ: Januar)
- 1955: Glory of Love (Billy Williams Quartet)
- 1955: Learning to Love (Billy Williams Quartet; VÖ: September)
- 1956: Cry Baby (Billy Williams Quartet; VÖ: Januar)
- 1956: Pray (VÖ: Juni)
- 1956: I Guess I’ll Be On My Way
- 1956: Don’t Cry on My Shoulder (VÖ: Oktober)
- 1956: StormyAu (VÖ: November)
- 1957: I’ve Got an Invitation to a Dance (VÖ: 30. gust)
- 1958: It Hurts So Much (VÖ: August)
- 1959: Go to Sleep, Go to Sleep, Go to Sleep (VÖ: Juli)
- 1959: Smack Dab in the Middle (VÖ: September)
- 1960: I Cried for You (VÖ: Juni)
- 1960: For You (VÖ: September)
- 1964: Raise Your Hand (VÖ: Oktober)